# لوردز مونتيرو
لوردز مونتيرو (بالبرتغالية: Lurdes Monteiro) مواليد 11 يوليو 1984، هي لاعبة كرة يد أنغولية تلعب كوسط مدافع. مثلت منتخب أنغولا لكرة اليد للسيدات. شاركت في دورة الألعاب الأولمبية الصيفية سنة 2016.

## سجل المنافسة
شاركت في البطولات التالية:
- الألعاب الأولمبية الصيفية 2016
- بطولة العالم لكرة اليد للسيدات 2013
- بطولة العالم لكرة اليد للسيدات 2015

## روابط خارجية
- لوردز مونتيرو على موقع أوليمبيديا (الإنجليزية)